# 李縱 (漵王)
李纵（8世纪778年至788年间—837年2月3日），唐朝皇子，本名李洵，是唐顺宗李诵的第四子，生母不详。
生年没有记载，当在长兄唐宪宗出生的778年之后。贞元四年（788年），李纵被祖父唐德宗封为临淮郡王，授殿中监。贞元二十一年（805年），李纵被父亲唐顺宗封为溆王，开成元年（836年）十二月廿四，李纵去世。有一子，清河郡王李懷。